# ادریان کوما
ادریان کوما (انگلیسی: Adrian Cosma; ۵ june ۱۹۵۰ – ۱۹۹۶ (۴۵−۴۶ سال)) ورزشکار هندبال اهل رومانی بود.
وی در مسابقات کشوری و بین‌المللی در مجموع برندهٔ ۱ مدال طلا، ۱ مدال نقره، ۲ مدال برنز شده‌است.